# Paracephaleus hudsoni
Paracephaleus hudsoni är en insektsart som beskrevs av Myers 1923. Paracephaleus hudsoni ingår i släktet Paracephaleus och familjen dvärgstritar. Inga underarter finns listade i Catalogue of Life.